# 波音747SP
波音747SP（Boeing 747SP），又稱為747-100SP，是美國航空器製造商波音公司所出品的大型商用機系列波音747底下的一種亞型。其命名中的「SP」是「特殊性能」（Special Performance）的縮寫，是因應超長程飛行而將機身縮短（較747-100/200/300/400縮短了14.35公尺，較747-8縮短了20公尺）、降低阻力，進而延長最大航程的機種。SP當初的開發目的是與麥道DC-10及洛歇L-1011三星客機兩種三引擎飛機競爭。SP的載客量較少（三級客艙下只有220人左右），但是續航力特長，可以用時速980公里的速度，飛行12,300公里。
現時，仍然能夠如常飛行的波音747SP皆為普惠公司（加拿大）擁有，分別來自中國國際航空及大韓航空；而兩部碩果僅存的747SP，仍然繼續肩負著測試飛機引擎性能的任務。

## 簡介

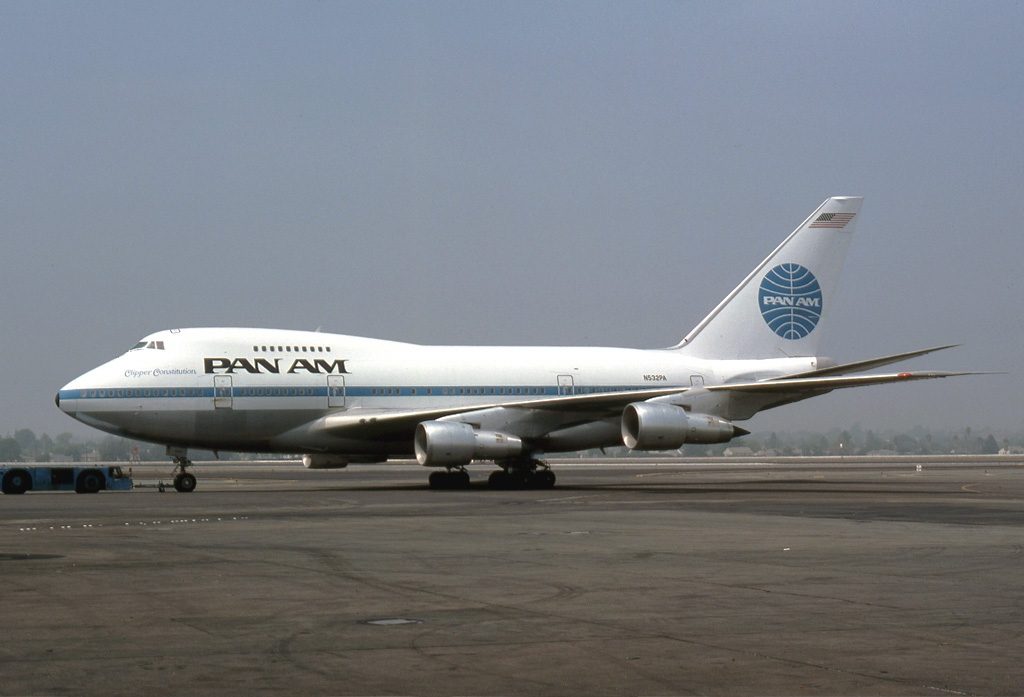
泛美航空為波音747SP的啟動用戶（攝於1976年7月）

波音在1973年9月宣佈747SP項目，1975年7月4日進行首航，1976年2月4日獲得認證，並在1976年3月交付泛美航空。在整個銷售期間SP一共只售出45架，其銷售狀況不佳主要是因為SP的續航性能雖好但卻忽略了實務問題——距離間隔正好在6,000海里（約11,000公里）上下的世界主要城市其實不多，而且其中還有不少是隔著以蘇聯為首的共產國家，在冷戰時代西方國家的飛機並無法自由飛越這些地區而需繞道，導致總航線距離仍超過最大航程，747SP也因此失去了其能不加油就跨越太平洋的優勢，加之同時期的747-200B擁有比747SP更高的載客量，使得航空公司更青眯於訂購747-200B而不是747SP。
不过由於747SP的機身縮短，空氣力學特性與标准版的747-100或-200不同，工程師發現與機身總長相比，上層結構所佔長度比例比較高的客機，擁有穩定氣流降低阻力進而減少油耗、提升續航力的週邊效益，於是依此理念波音推出了以為基礎的-300與-400型機種，並在其基礎上應日本航空和荷蘭皇家航空要求在-300的基礎上結合-100SR和-200B的性能推出了-100SUD（全數交付予日本航空）和-200SUD（全數交付予荷蘭皇家航空），他們的上層甲板都比初代747要長。

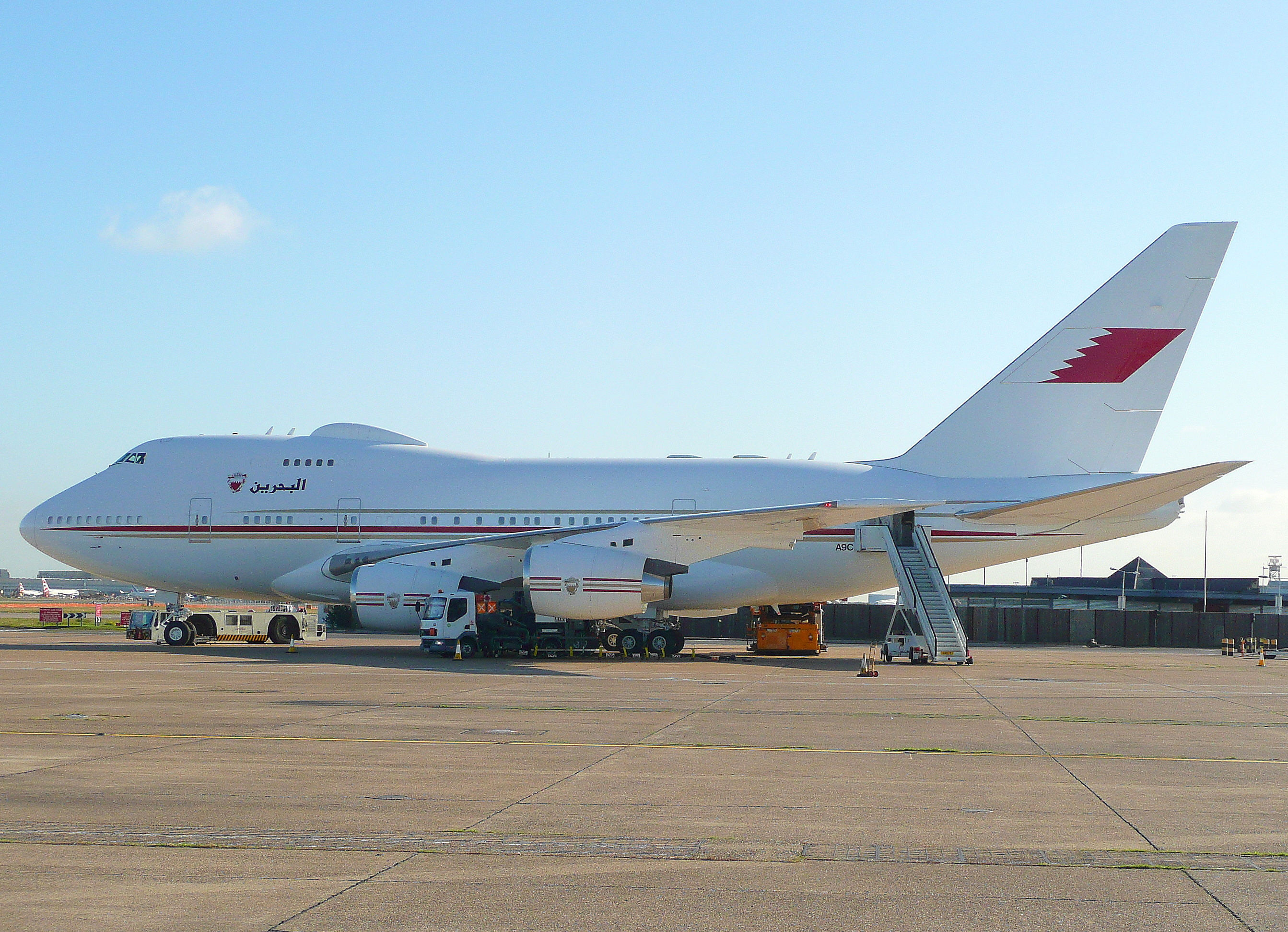
用於巴林政府專機的747SP（該機為波音生產的最後一架747SP，也是全球唯一一架採用玻璃化座艙和雙人制機組的747SP）

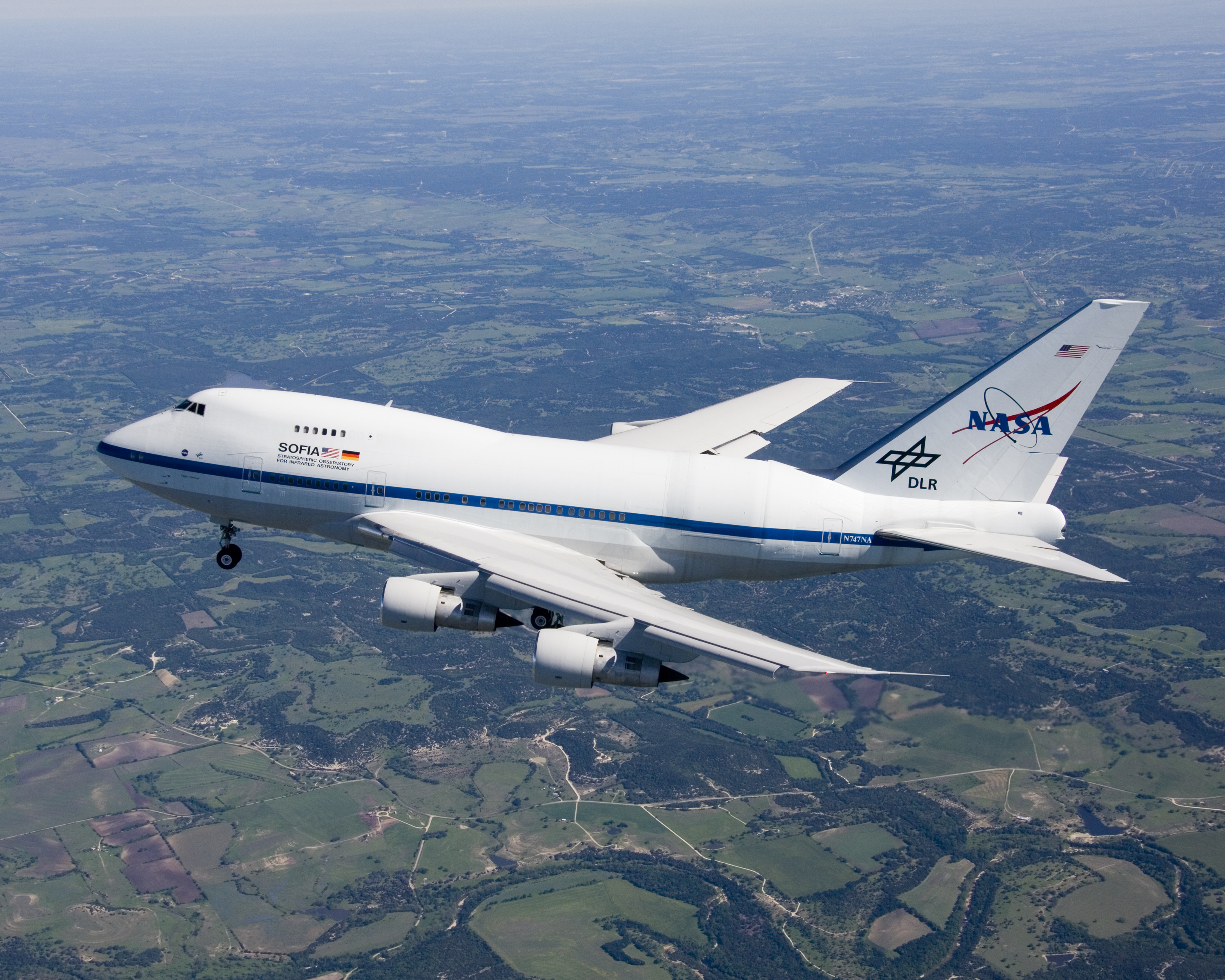
經過改裝用於SOFIA計畫中的波音747SP

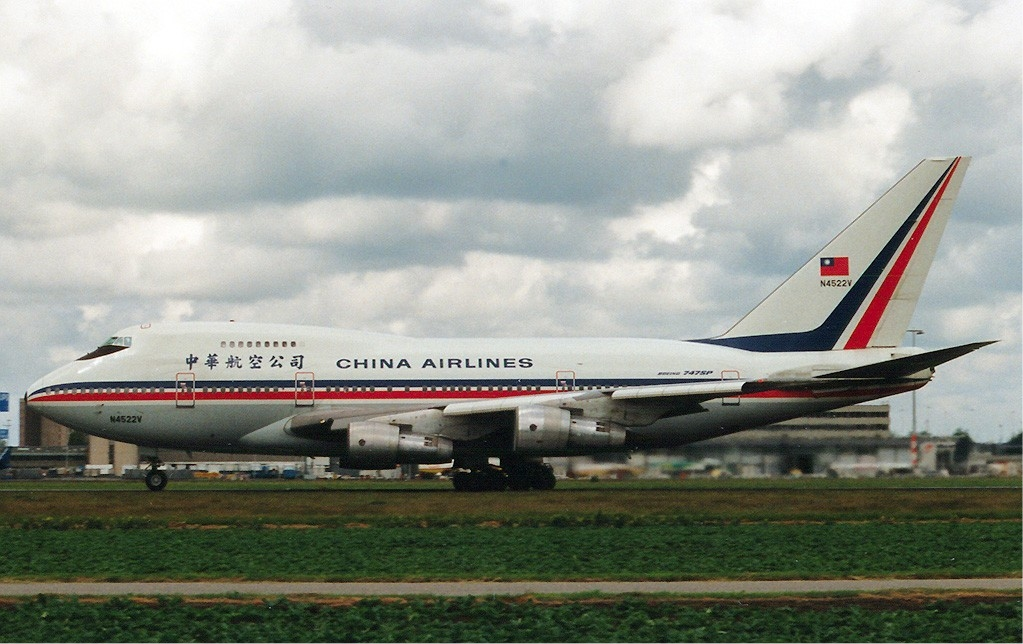
中華航空波音747SP，1991年攝於阿姆斯特丹史基浦機場，图中的N4522V涉及中华航空006号班机事故。

此外，由於機身較小相對的操作成本也比一般的747低，SP成為許多國家在波音777推出前的元首座機，且大部分都集中於中東地區。採用SP作為政府專機的國家包括了沙烏地阿拉伯、葉門、阿曼、杜拜（阿拉伯聯合大公國）與伊拉克。中華航空（與其子公司華信航空）、中國民航（與後來改制而成的中國國際航空）都曾操作過747SP，用以執行越洋航線的飛行任務。
除此之外，美國的NASA也改造一架曾由泛美航空操作過的747SP，這架機身編號N747NA的747SP是同溫層紅外線天文台（SOFIA）計劃之下的產物，在機內裝上紅外線望遠鏡，鏡筒處的機身蒙皮改造為可開啟收合的構造，功能類似一般設置在地面上的天文台，這架747SP改裝完成後，於2007年首飛。
然而自2000年起，由於載客量和航程幾乎相同但效率更高的波音777和空中客車A330逐漸取得優勢，加上多數747SP已經過於老舊，剩餘的航空公司和國家政府開始退役747SP並用777、A330或更新的A350取代。而2020年以來的2019冠狀病毒病疫情的爆發和俄羅斯入侵烏克蘭導致全球油價暴漲更是導致全世界的航空公司和私人飛機擁有者開始大規模退役旗下包括747SP在內的四發動機機型，SOFIA也在2022年9月29日最後一次科學飛行後降落退役。
波音747SP之前一直为波音銷量最低的喷气式客机机型，直到2014年才被销量仅37架的波音767-400ER打破。

## 技術參數
| 型號               | 747SP                                  |
| ------------------ | -------------------------------------- |
| 機組員             | 3（2名飛行員及1名飛航工程師）          |
| 標準載客量         | 331（頭等艙28+經濟艙303）              |
| 機身長度           | 56.31米                                |
| 翼展               | 59.64米                                |
| 機翼面積           | 511平方米                              |
| 全機高度           | 20.06米                                |
| 空載重量           | 152,780千克                            |
| 最大起飛重量       | 304,000千克                            |
| 發動機型號（4台）  | 普惠JT9D-7R4W或勞斯萊斯RB211-524C2     |
| 發動機推力（每台） | 46,500磅（206.8千牛頓）                |
| 最高巡航速度       | 0.92馬赫（591節，1095千米/時）         |
| 典型巡航速度       | 0.88馬赫（535節，990千米/時）          |
| 巡航最大高度       | 13.75千米                              |
| 最大航程           | 6650海里（12320千米） （載276人+行李） |
| 最大燃料容量       | 50360加侖（190600升）                  |

來源：波音商用飛機及Airliners.net

## 操作記錄
曾經或目前仍擁有747-SP的單位包括有下面幾個（部分範例，未包含所有曾經操作該機型的單位）：
| 航空公司                                           | 型號     | 數量 | 飛機註冊編號                                    | 投入服務年份    | 退役年份        | 備註 |
| -------------------------------------------------- | -------- | ---- | ----------------------------------------------- | --------------- | --------------- | --- |
| 泛美航空                                           | 747-SP21 | 10   | N530PA-N534PA、 N536PA-N540PA                   | 1975年 - 1979年 | 1994年          | 1986年全數售予聯合航空 其中2架現時為巴林及卡塔尔政府專機 VQ-BMS（原N540PA）為拉斯維加斯金沙賭場貴賓專機，2020年因颶風勞拉導致偏离停机位并与机场设施相撞而报废，成為全球第三架未正常退役即報廢的747SP。 N536PA於1995年被美國國家航空航天局購入，更改編號為N747NA，並於2007年改装成同溫層紅外線天文台。 |
| 南非航空                                           | 747-SP44 | 6    | ZS-SPA至ZS-SPF                                  | 1976年 - 1980年 | 1999年 - 2003年 | 負責約翰尼斯堡至倫敦航線 ZS-SPF在1998年發生事故後報廢，成為全球第一架未正常退役即報廢的747SP。 |
| 環球航空                                           | 747-SP31 | 3    | N58201、N57202、N57203                          | 1979年 - 1986年 | 1993年          | 1986年全數售予美國航空 負責飛航伦敦和東京的航線 其中一架目前為拉斯維加斯金沙賭場貴賓專機 |
| 伊朗航空                                           | 747-SP86 | 4    | EP-IAA至EP-IAD                                  | 1976年 - 1979年 | 2016年          | EP-IAC在2008年發生過事故 |
| 澳洲航空                                           | 747-SP38 | 2    | VH-EAA、VH-EAB                                  | 1981年          | 2002年          | 曾於1994年3月至1996年6月間服役於澳亞航空 配用勞斯萊斯RB211-524C2引擎 |
| 中華航空                                           | 747-SP09 | 4    | B-1862→B-18252、B-1880→B-18253、 N4508H、N4522V | 1977年 - 1982年 | 2000年          | 因航線制裁於1995年全數轉移至子公司華信航空服役 B-1880退役後曾擔任過伊拉克政府專機。N4522V在1985年發生過事故 |
| 中國國際航空                                       | 747-SPJ6 | 3    | B-2442、B-2444、B-2452                          | 1980年          | 1999年 - 2000年 | 初期服役於中國民航 1988年轉為中國國際航空公司擁有，1990年至1995年曾執行專機任務 B-2444於1992年6月3日更改編號為B-2438 |
| 中國國際航空                                       | 747-SP27 | 1    | B-2454（原N1301E）                              | 1980年          | 1999年 - 2000年 | 初期服役於中國民航 1988年轉為中國國際航空公司擁有，1990年至1995年曾執行專機任務 B-2444於1992年6月3日更改編號為B-2438 |
| 沙特阿拉伯航空                                     | 747-SP68 | 2    | HZ-AIF、HZ-HM1B                                 | 1978年、1982年  | 2013年          | 配用勞斯萊斯RB211-524C2引擎 HZ-HM1B為沙特阿拉伯王子專機 |
| 大韓航空                                           | 747-SPB5 | 2    | HL7456、HL7457                                  | 1981年          | 1998年          | |
| 敍利亞阿拉伯航空                                   | 747-SP94 | 2    | YK-AHA、YK-AHB                                  | 1976年          |                 | 未退役，但已停飛 |
| 伊拉克航空                                         | 747-SP70 | 1    | YI-ALM                                          | 1982年          | 2000年          | 政府專機，不作商業飛行 |
| 布蘭尼夫國際航空 （Braniff International Airways） | 747-SP27 | 4    | N603BN、N604BN、 N606BN、N1301E                 | 1979年 - 1980年 |                 | 2架為阿曼政府專機 7O-YMN（原N604BN）為也门总统專機，在2015年亚丁机场战役中被炸毁，成為全球第二架未正常退役即報廢的747SP。 |
| 阿拉伯聯合大公國政府                               | 747-SPZ5 | 1    | A6-ZSN                                          | 1989年          |                 | 全球唯一一架採用玻璃化駕駛艙和2人機組的747SP 政府專機 已於2007年轉投巴林政府 |

## 外部連結
- 747sp.com （页面存档备份，存于）
- （英文）www.airliners.net波音747SP介紹頁（页面存档备份，存于）
- （英文）www.airliners.net波音747SP照片集
- （英文）SOFIA計畫介紹頁（NASA官方網站） （页面存档备份，存于）